# Avenida Desiderio García (Talcahuano)
La Avenida Desiderio García es una importante arteria vial de la ciudad de Talcahuano en Chile. Es una vía colectora de acuerdo al PRCT.
La avenida Desiderio García es una arteria de conexión dentro del sector Las Higueras.

## Historia
La avenida se originó junto con el sector de Las Higueras (Talcahuano). y bordea una parte del Cº San Martín.

## Ubicación y trayecto
La avenida se origina en la Avenida Cristóbal Colón del puerto. Luego cruza el borde de la Villa San Martín, y de la Villa Presidente Ríos, pasando por un costado del Estadio Las Higueras. 

## Prolongaciones
- Al este
  - Avenida Iquique (Las Salinas)
- Al oeste
  - Calle Iquique (Las Higueras)

## Puntos relevantes
Dentro de su trazado, la Avenida Desiderio García pasa por los siguientes puntos relevantes dentro de la intercomuna:
- Entrada de Las Higueras
- Comisaría de Carabineros
- Compañía de Bomberos
- Estaca Talcahuano Chile Norte de La Iglesia de Jesucristo de los Santos de Los Últimos Días
- Estadio CAP

- Datos: Q5713533